# Lerum (comune)
Lerum è un comune svedese di 38 524 abitanti, situato nella contea di Västra Götaland. Il suo capoluogo è la città omonima.

## Località
Nel territorio comunale sono comprese le seguenti aree urbane (tätort):
- Björboholm
- Floda
- Gråbo
- Lerum
- Norsesund (parte)
- Olstorp
- Öxeryd
- Sjövik
- Tollered